# Vượt sóng
Vượt Sóng (tựa tiếng Anh: Journey from the Fall - Hành trình từ sự sụp đổ) là một bộ phim độc lập của đạo diễn người Mỹ gốc Việt Trần Hàm và nhà sản xuất Nguyễn Lâm về cảnh ngộ của những thuyền nhân và những tù nhân trong trại cải tạo tại Việt Nam sau sự kiện 30 tháng 4 năm 1975. Phim bắt đầu trình chiếu tại bốn thành phố tại Hoa Kỳ (Westminster, Garden Grove, San Jose, California, và Thành phố New York) từ ngày 23 tháng 3 năm 2007 và mở rộng ra ít nhất 20 rạp trên toàn quốc vào những tuần sau đó. Phim đã nhận được nhiều sự chú ý trong cộng đồng người Việt tại Hoa Kỳ và được cho là trung thực với hoàn cảnh của những người Việt lưu vong. Toàn bộ kinh phí cho bộ phim được cộng đồng người Mỹ gốc Việt tài trợ và phim đã tham dự và đoạt nhiều giải thưởng tại nhiều liên hoan phim quốc tế.

## Cốt truyện
Sau sự kiện 30 tháng 4 năm 1975, Việt Nam Cộng hòa sụp đổ, một gia đình miền Nam bị chia ly. Người chồng Long (Nguyễn Long) bị chính quyền bắt vào trại cải tạo. Bà nội (Kiều Chinh), người vợ Mai (Diễm Liên) và đứa con trai Lai (Nguyễn Thái Nguyên) vượt biên qua Mỹ.
Mai, Lai và bà nội vượt biên bằng chiếc thuyền của Thuyền trưởng Nam (Khanh Đoàn), một người đàn ông tốt bụng. Nhiều người khác cũng đi chung với họ trong chuyến đó. Trong trại cải tạo Long kết bạn với Thanh (Mai Thế Hiệp), một người hiền lành lạc quan. Một ngày kia, Long và Thanh tìm cách trốn khỏi trại. Trên đường chạy trốn Thanh định giết một bà già vô tội để bịt miệng nhưng Long đã ngăn cản anh. Thanh bỏ trốn thành công, còn Long bị một người lính bắn chết.
Con thuyền vượt biên không may bị bọn hải tặc tấn công. Chúng cướp bóc, giết chết vài người và cưỡng hiếp những phụ nữ, Mai cũng nằm trong số những nạn nhân bị cưỡng hiếp. Cuối cùng con thuyền đến được Mỹ. Gia đình Mai định cư tại Quận Cam, California và hòa nhập vào cuộc sống tại Mỹ. Suốt thời gian đó, Nam chăm lo cho gia đình Mai như gia đình của chính anh. Nam thương Lai như con ruột của mình. Lai được học trong một ngôi trường Mỹ, cậu bé bị một số bạn bè kỳ thị vì là người châu Á. Một ngày nọ, Mai và bà nội đã có cuộc tranh cãi về việc Mai ít quan tâm đến Lai. Gia đình Mai tiếp tục sống hạnh phúc bên cạnh Nam, họ không biết rằng Long đã bỏ mạng nơi rừng thiêng nước độc bên Việt Nam.

## Diễn viên
- Nguyễn Long vai Long, con trai của bà nội, bị bắn chết sau khi trốn khỏi trại cải tạo
- Diễm Liên vai Mai, vợ của Long
- Kiều Chinh vai Bà nội, người thường kể truyện cổ tích về thần Kim Quy cho cháu nội là Lai nghe
- Nguyễn Thái Nguyên vai Lai, con trai của Long và Mai
- Khanh Đoàn vai Thuyền trưởng Nam, người đã hết sức giúp đỡ mẹ con Mai-Lai bên Mỹ
- Jayvee Mai Thế Hiệp vai Thanh, bạn tù cải tạo cùng Long
- Cát Ly vai Phương

## Ngoại cảnh
Bối cảnh Việt Nam trong phim được dàn dựng tại Thái Lan. Đạo diễn Trần Hàm đã xin giấy phép để được quay phim tại Việt Nam, nhưng chính phủ Việt Nam không cho phép vì cho rằng bộ phim mang nhiều chi tiết được cho là "xuyên tạc lịch sử và chế độ" dưới góc nhìn của phía chính quyền Việt Nam hiện tại.

## Trình chiếu
Khi phim được chiếu lần đầu tiên tại Little Saigon vào năm 2005 trước khi phim đã hoàn tất, nó đã được khán giả đón nhận nồng nhiệt. Cộng đồng người Việt tại Hoa Kỳ cho rằng đây là một bộ phim trung thực với hoàn cảnh của họ. Trong quá trình làm phim, đạo diễn Trần Hàm đã phỏng vấn trên 400 cựu thuyền nhân và tù nhân trại cải tạo và một số người đó cũng đã đóng trong phim tuy họ không phải là diễn viên chuyên nghiệp. Vào tuần ra mắt cuối tháng 3 năm 2007, phim đã có khán giả đông đảo tại 4 rạp có chiếu phim, doanh thu 87.442 USD, đạt số doanh thu mỗi rạp cao nhất (21.861 USD) cho tất cả các phim chiếu trong tuần đó.

## Nhận xét
Phim được hầu hết các nhà phê bình đánh giá cao. Tại Rotten Tomatoes, website lưu trữ các lời bình phim của các nhà phê bình chuyên nghiệp, phim được 92% trong số tất cả các nhà phê bình và 100% nhà phê bình có uy tín khen. Nhật báo The New York Times nói rằng đạo diễn đã "thành công một việc bất khả thi" (achieves the impossible) và cho rằng phim sẽ làm khán giả chảy nước mắt (tearjerker). Tờ Los Angeles Times cho rằng đây là một trường hợp làm phim tinh vi và say mê bởi những người đã từng trải qua những cảnh mà phim đề cập. Báo The Mercury News nói phim sẽ làm khán giả "đau lòng" (heartbreaking) và cho phim 4.5/5 sao. Chuyên báo Variety của Hollywood nhận xét phim "đáng được nhiều người xem" và "thường làm khán giả đam mê" (frequently enthralling).
Tuần báo New York cho rằng phim có một số đoạn mạnh mẽ nhưng nói chung thì phim "thiếu sống động". Tờ Seattle Post-Intelligencer cho rằng "Hành trình này không biết đi đến đâu", và đánh giá thấp thuật "quay phim cẩu thả" (careless cinematography) và sự "dàn cảnh vụng về" (clumsily staged).

## Tranh cãi
Tờ OC Weekly, một tuần báo miễn phí (alternative weekly) tại Quận Cam, đưa ra hai bài phê bình cho phim này. Phê bình chính thức và đầu tiên là của R. Scott Moxley, đăng ngày 20 tháng 4 năm 2006, đánh giá cao bộ phim và cho rằng phim "làm sống dậy kinh nghiệm thật sự của người miền Nam Việt Nam". Phê bình thứ nhì là một đoạn ngắn của Scott Foundas được đăng ngày 1 tháng 4 năm 2007. Trong phê bình này, Foundas ca ngợi phim vì là "một trong những phim duy nhất miêu tả hậu quả chiến tranh dưới mắt người Việt", nhưng cuối cùng nhận định rằng phim "lỗi thời và thậm chí là giả tạo" (old-fashioned and...even phony). Nhận định này đã nhận lại rất nhiều thư phản hồi từ độc giả, hầu hết là bất bình với phê bình của Foundas, khiến Foundas phải trả lời rằng ông không có ý nói rằng các sự kiện trong phim không xảy ra, nhưng ý ông muốn nói là chuyện đó không trắng đen như trong phim.
Tại Việt Nam, Bộ Văn hóa - Thông tin cho rằng bộ phim có nội dung phản động, sau đó đã đưa công văn thu hồi các đĩa DVD đang lưu hành tại Việt Nam. Báo Công an Nhân dân đã viết một bài báo để cảnh báo về "phim độc hại" và tuyên truyền rằng "đa số cộng đồng người Việt hải ngoại đều thờ ơ, hoặc lên tiếng phê phán" phim này.

## Giải thưởng
Phim đã tham gia nhiều liên hoan phim quốc tế và nhận nhiều giải thưởng.
Phim đã đoạt những giải sau đây:
- Giải Nhất của ban giám khảo - Liên hoan phim Quốc tế Amazonas
- Phim dài xuất sắc nhất - Liên hoan phim Quốc tế Anchorage
- Quay phim xuất sắc nhất - Liên hoan phim Quốc tế Milano
- Diễn viên xuất sắc - Nguyễn Long - Liên hoan phim Newport Beach
- Giải giám khảo đặc biệt - Liên hoan phim Newport Beach
- Giải khán giả - Liên hoan phim Quốc tế Mỹ gốc Á San Francisco
- Giải Nhất của ban giám khảo - Liên hoan phim Á châu San Diego
- Giải dự án Đặc biệt - Quỹ Princess Grace
- Phim dài xuất sắc nhất - Liên hoan phim Quốc tế Boulder

Phim cũng đã tham dự Liên hoan phim Sundance nhưng không thể tranh giải vì nó đã tham dự liên hoan phim tại Seoul trước đó (chỉ có phim mới ra mắt mới có thể tranh giải).